# 神郡
神郡（日语：／ Shingun/Kaminokoori）是日本律令制下指定為神社所領或神域的郡，作為其中一種社領，神郡的收入用來支付神社的修理和祭祀等各項開支。

## 概要
文獻上，神郡一詞最早出現於持統天皇6年（692年）。然而按《神宮雑例集》和《常陸國風土記》記載，在大化5年（649年）多氣郡、度會郡和香島郡（鹿島郡）成立，因此推測神郡也是在大化至天武天皇時期（645年 - 686年）之間設置。
按《令集解》記載，在養老7年（723年）11月16日時，總共有8個郡為神郡，統稱為「八神郡」，延長5年（927年）編成的《延喜式》也有相關的記載。
| 國郡   | 國郡              | 所管神社             | 所管神社           | 所管神社             | 所管神社                  | 地圖                                             |
| 國郡   | 國郡              | 延喜式神名帳         | 現在神社名稱       | 所在地               | 郡領 奉齋氏族             | 地圖                                             |
| ------ | ----------------- | -------------------- | ------------------ | -------------------- | ------------------------- | ------------------------------------------------ |
| 伊勢國 | 度會郡 （渡相郡） | 大神宮               | 伊勢神宮           | 三重縣伊勢市         | 度會氏 （磯部氏或新家氏） | 度會郡多氣郡安房郡意宇郡鹿島郡香取郡名草郡宗像郡 |
| 伊勢國 | 多氣郡 （竹郡）   | 大神宮               | 伊勢神宮           | 三重縣伊勢市         | 度會氏 （磯部氏或新家氏） | 度會郡多氣郡安房郡意宇郡鹿島郡香取郡名草郡宗像郡 |
| 安房國 | 安房郡            | 安房坐神社           | 安房神社           | 千葉縣館山市         | 忌部氏                    | 度會郡多氣郡安房郡意宇郡鹿島郡香取郡名草郡宗像郡 |
| 下總國 | 香取郡            | 香取神宮             | 香取神宮           | 千葉県香取市         | 香取氏                    | 度會郡多氣郡安房郡意宇郡鹿島郡香取郡名草郡宗像郡 |
| 常陸國 | 鹿島郡            | 鹿島神宮             | 鹿島神宮           | 茨城縣鹿嶋市         | 中臣氏 （中臣鹿島氏）     | 度會郡多氣郡安房郡意宇郡鹿島郡香取郡名草郡宗像郡 |
| 出雲國 | 意宇郡            | 熊野坐神社、杵築大社 | 熊野大社和出雲大社 | 島根縣松江市和出雲市 | 出雲氏                    | 度會郡多氣郡安房郡意宇郡鹿島郡香取郡名草郡宗像郡 |
| 紀伊國 | 名草郡            | 日前神社、國懸神社   | 日前神宮、國懸神宮 | 和歌山縣和歌山市     | 紀氏                      | 度會郡多氣郡安房郡意宇郡鹿島郡香取郡名草郡宗像郡 |
| 筑前國 | 宗像郡 （宗形郡） | 宗像神社             | 宗像大社           | 福岡縣宗像市         | 宗像氏                    | 度會郡多氣郡安房郡意宇郡鹿島郡香取郡名草郡宗像郡 |

除了日本全國的公神郡外，原本僅有度會郡和多氣郡兩郡的伊勢神宮，在寬平年間（889年 - 898年）增封飯野郡、文治年間（1185年 - 1190年）為止再增封員辨郡、三重郡、安濃郡、飯高郡和朝明郡，總計八郡（神八郡）。另外，雖然其中大多數神社均以自身所在的郡為神郡，但是出雲大社的神郡則並非位於其所在的出雲郡，而是熊野大社所在的意宇郡。
這批神郡由各神社的奉齋氏族與神宮司一同負責郡領事宜。文武天皇2年（697年）至養老7年11月（723年），神郡與其他郡不同，郡司以下的職務獲准可以由相關氏族世襲。因此，郡司氏族逐漸成為當地的豪族。

## 伊勢神郡
伊勢國總共有13個郡，其中8個為伊勢神宮領的神郡，統稱「神八郡」。
- 度會郡 - 神三郡（道後三郡）
- 多氣郡 - 神三郡（道後三郡）
- 飯野郡 - 神三郡（道後三郡）
- 飯高郡
- 安濃郡
- 三重郡 - 道前三郡
- 朝明郡 - 道前三郡
- 員辨郡 - 道前三郡

神郡成立時，僅有度會和多氣兩郡。弘仁8年（817年），度會和多氣兩郡寄進至伊勢神宮，兩郡不再受國衙影響，其後飯野郡在寬平年間（889年 - 898年）、員弁郡在天慶3年（940年）、三重郡在應和2年（962年）、安濃郡在天延元年（972年）、朝明郡在寬仁元年（1017年）、飯高郡在文治元年（1185年）先後寄進至伊勢神宮。其中，神宮支配力度較強的度會郡、多氣郡和飯野郡，並稱為「神三郡」或「道後三郡」，位處於北伊勢的員弁郡、三重郡和朝明郡則並稱為「道前三郡」。
進入南北朝時代至室町時代後，神宮對神郡的支配力度逐漸降低，實際上管轄的只淨下神三郡，其後北畠氏崛起，讓僅餘的神三郡也淪為神宮名義上的領地。

### 文獻
1. ↑  《日本書紀》持統天皇6年（692年）3月壬午（17日）条（神道・神社史料集成参照）。
2. ↑  『神宮雑例集』神封事条（神道・神社史料集成参照）。
3. ↑  『常陸国風土記』香島郡条（神道・神社史料集成参照）。
4. ↑  『令集解』巻16 選叙令 同司主典条・不得用三等以上親令釈（神道・神社史料集成参照）。
5. ↑  『延喜式』巻18 式部上 郡司条。

## 關連文獻
- 《古事類苑》，神宮司廳編。
  - 各地神郡：『古事類苑 第6冊』 （页面存档备份，存于）。
  - 伊勢神郡：『古事類苑 第8冊』。